# ویلیام بینتسن
ویلیام بینتسن (دانمارکی: William Berntsen; ۱ ژانویهٔ ۱۹۱۲ – ۱۴ سپتامبر ۱۹۹۴) قایقران قایق بادبانی اهل دانمارک بود.